# Oh!K TV ASIA
Oh!K TV Asia是华纳兄弟探索的一個電視頻道，主要在東南亞播出。該台播出的大多数節目主要來自韓國MBC電視台（除了tvN的《不死神靈》、SBS的《師任堂》），並以韓語、華語及馬來語（語言和字幕）24小時滾動播出MBC的戲劇和綜藝節目。

## 節目

### 綜藝
- 無限挑戰
- 真正的男人
- Show! 音樂中心
- 黃金漁場
- 我們結婚了
- 爸爸 你去哪兒
- 我獨自生活
- 被子外面很危險
- Dunia：新世界
- 傻瓜的戀愛
- 跟劉在石一起玩

### 戲劇
| - MBC晨間連續劇 - 美丽的你 - 天使的選擇 - 也许爱过 - 抓住我的手 - 泡菜女強人 - 暴風的女子 - 夏娃的愛情 - 明天也勝利 - 好人 - 春日常在 - 訓長吳純南 - 逆流 | - MBC日日連續劇 - 不屈的兒媳 - 歐若拉公主 - 閃耀的羅曼史 - 說出你的願望 - 人妻大聯盟 - 最佳戀人 - 開朗少女向前衝 - 給予幸福的人 - 歸來的福丹芝 - 前世的冤家們 - 秘密與謊言 - 龍王保佑 - 大家都在咕搭里 - 坏爱情 - 灿烂的人生 - 饭馆故事 - 第二任丈夫 - 秘密之家 | - MBC日日特別企劃連續劇 - 媽媽的庭院 - 狎鷗亭白夜 - 有女萬事足 - 全職奶爸 - 黃金口袋 - 多樣的兒媳／冤家媳婦 |

| - MBC月火連續劇 - 大長今 - 你來自哪顆星 - 咖啡王子1號店 - 每个夜晚 - 伊甸園之東 - 賢內助女王 - 愛之意面 - 逆轉女王 - 雷普利小姐 - 黄金时间 - 九家之書 - 奇皇后 - Triangle - 更夫日誌 - 傲慢與偏見 - 閃耀或瘋狂 - 華政 - 華麗的誘惑 - 復仇的男人 - 逆賊洪吉童 - 守護者 - 20世紀少男少女 - 雙面警察 - 偉大的誘惑者 - 為你瘋狂 - 檢法男女 - 生死決斷羅曼史 - 壞爸爸 - 壞刑警 - Item - 特别劳动督察赵昌风 - 檢法男女2 - 迎接第二人生 - 365：逆轉命運的1年 - 凯罗斯 | - MBC水木迷你連續劇 - 我叫金三順 - 謝謝你的愛 - 聚光燈 - 貝多芬病毒 - 綜合醫院2 - 三好友 - 仍想结婚的女人 - 一號國道 - 我的公主 - 显贵之家 - 最佳愛情 - 寧死不輸 - 愛上王世子 - I Do, I Do - 阿郎使道傳 - 七級公務員 - Two Weeks - 最佳医疗团队 - 韓國小姐 - 別有用心的離婚女 - 命中注定我愛你 - 老顽童 - 憤怒的媽媽 - 戀戀濟州島 - 夜行書生 - 她曾漂亮 - 愛生事家庭 - 再一次幸福 - 愛情幸運星 - W－平行時空 - 購物狂路易 - 舉重精靈 - Missing 9 - 自體發光辦公室 - 君主－假面的主人 - 死而復生的男人 - 醫療船 - 我不是機器人 - 緊緊相擁 - 靠近我，抱住我 - 時間 - 我身後的陶斯 - 赤月青日 - 春天來了 - 銀行家 - 意外發現的一天 - 有瑕疵的人 - The Game：朝着零点 - 那个男人的记忆 - 實習老生 - 李小姐都知道 - 十匙一飯 - 當我最漂亮的時候 - 有目標了 - 要是沒瘋的話 | - MBC金土連續劇 - 黑色太陽 - Moebius计划2012：黑色太阳 - 衣袖红色镶边 |

| - MBC週末連續劇 - 結緣 - 蒲公英之家 - 閃閃發光 - 一千个吻 - 兒子傢伙們 - 鑽石人生 - 愛屬於自己 - 張寶利來了 - 玫瑰戀人 - 別讓她哭泣 - 媽媽要出嫁 - 家和萬事成 - 愛在微風中 - 做飯的男人 - 富家子弟 - 我的愛情治癒記 | - MBC週末特別計劃連續劇 - 空港城市 - 欲望的火花 - 你能聽到我的心嗎 - 愛情萬萬歲 - 眾神的晚餐 - 仁医 - 五月女王 - 百年遺產 - 丑闻：非常令人震惊的不道德案件 - 黃金彩虹 - 酒店之王 - 全為了你 - 傳說的魔女 - 我的女兒，琴四月 - 婚姻有限期 - 獄中花 - 爸不得愛你 - 小偷傢伙，小偷大人 - 金錢之花 - 我的契約老公吳先生 - 離別時已別離 - 捉迷藏 - 與神之約 - 在悲伤时爱你 - 異夢 - 黃金庭園 - 沒有第二次 | - 其他 - 時尚媽咪 - 大長今在看著 - 撲通撲通Love - 冰丘 - XX - 戀愛未果 - Drama Festival - SF8 - 爱情场景号 - 拜托不要见那个男人（MBC Every 1） - 不死神靈（tvN） - 師任堂（SBS） - 請確認活動吧 |

## 外部連結
- Oh!K TV Asia官方網站（页面存档备份，存于）（英文）
- Oh!K TV ASIA的Facebook專頁